# Al Salam Stadium
Das Al Salam Stadium (arabisch ستاد السلام, auch als Military Production Stadium bekannt) ist ein Fußballstadion mit Leichtathletikanlage, das sich in der ägyptischen Hauptstadt Kairo befindet. Es bietet 22.000 Sitzplätze und wird überwiegend für Fußballspiele genutzt.
Die Anlage liegt inmitten eines größeren parkartigen Sportplatzkomplexes im neuen Stadtteil Madinat Al Salam im Nordwesten der Millionenstadt, etwa 24 Kilometer vom Zentrum entfernt. Es wurde im Jahr 2009 als Austragungsort für mehrere Spiele der U-20-Fußball-Weltmeisterschaft errichtet. Spiele des Afrika-Cup 2019 fanden im Stadion statt.